# Épinette noire
Picea mariana
Espèce
Statut de conservation UICN

 LC  : Préoccupation mineure
Répartition géographique
L'épinette noire ou épicéa noir ou sapinette noire (Picea mariana), est une espèce de conifère commune au nord-est des États-Unis et surtout au Canada.
C’est une des près de 40 espèces d'épicéas, et l'une des plus résistantes aux climats rudes (taïga) de l’Arctique. Elle est pour cette raison le symbole de la forêt boréale d'Amérique, où elle pousse jusqu'à la limite de la toundra.
Elle est parfois victime d'importantes attaques d'insectes défoliateurs, que l'arbre supporte généralement, si elles ne se répètent pas plus de 4 ou 5 ans consécutivement. Les incendies de forêt (naturels ou d'origine humaine) sont un autre facteur de perturbation des peuplements.

## Description
L'Épinette noire a un port pyramidal touffu. Elle est buissonnante et tassée (6 à 8 m de haut[réf. nécessaire]) dans les zones où le climat est le plus rude, et arborescente et élancée (20 m de haut[réf. nécessaire]) dans les zones qui lui conviennent, avec des branches de plus en plus tombantes avec l’âge.
Ses rameaux sont rugueux et son écorce écailleuse.
Le cône est petit, de couleur pourpre, virant au brun clair à la maturité.

## Répartition
C’est l’un des conifères les plus répandus de la forêt canadienne, du nord des États-Unis et de l’Alaska. Il domine la région intérieure de l'Alaska et se raréfie jusqu’à devenir très rare à la limite nord de la forêt boréale. Il est adapté à des milieux relativement extrêmes et pousse aussi bien sur des sols secs, acides et sablonneux que sur des sols tourbeux humides.

## Écologie
L’épinette se reproduit parfois mal par semis (très mal au nord de la toundra, où la diffusion est presque exclusivement assurée par le marcottage naturel de quelques sujets issus de graines apportées par le vent ou des animaux).

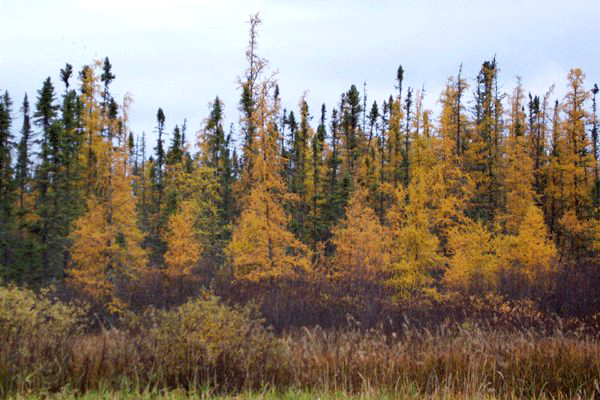
Forêt mixte d'épinette et de Mélèze laricin Larix laricina (qui, lui, roussit et perd ses feuilles en automne (ici en octobre, au nord du Minnesota)

La reproduction par marcottage se fait au détriment de la diversité génétique, qui est cependant dans ce cas entretenue par les incendies et épidémies ou attaques d’insectes (Cf. pression sélective). Des études ont montré qu’au niveau mitochondrial, l'épinette noire est effectivement génétiquement très homogène dans la zone subarctique, mais pas au niveau du noyau cellulaire, où elle montre une diversité génétique comparable à celle des forêts boréales plus au sud.
Son pollen aéroporté sur de longues distances aurait permis une redistribution des allèles nucléaires des populations boréales jusqu’aux plus nordiques, compensant pour partie la faible diversité génétique du génome mitochondrial marqué par la jeunesse de cette forêt (recolonisation post-glaciaire).

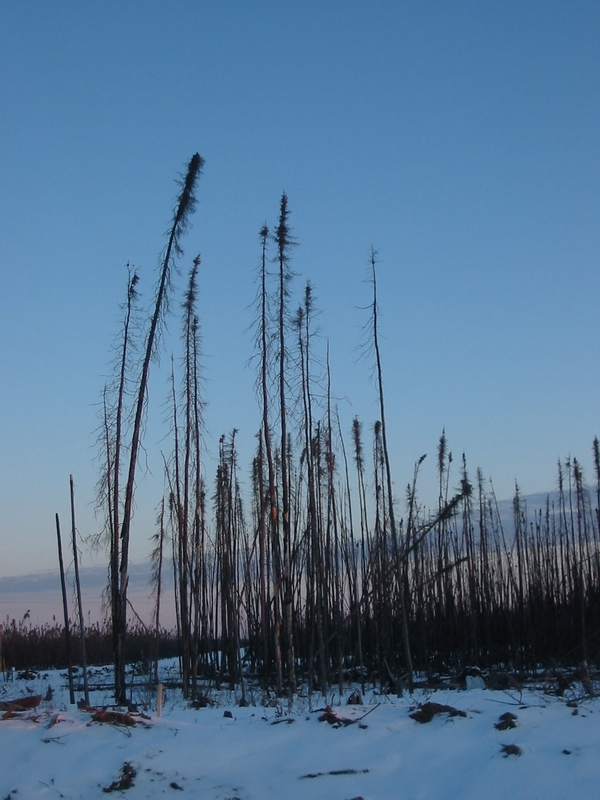
Picea mariana dépérissants, sur tourbière acide

Le fonctionnement des écosystèmes subarctiques, caractérisé par des populations d’arbres comprenant un grand nombre d’individus et un petit nombre d’espèces est encore mal compris, mais il semble que le climat, le feu, et la défoliation périodique par les insectes (comme la tordeuse des bourgeons de l'épinette (TBE) Archips fumiferana), ainsi que la diversité génétique semblent principalement contrôler la répartition de l’épinette et des espèces associées.
Les impacts du réchauffement climatique et de l’extension de la sylviculture et des coupes rases sont également mal compris. Il existe probablement des boucles de rétroactions complexes qui prendront de l’importance, impliquant par exemple les défoliateurs, qui permettent en limitant ou bloquant évapotranspiration de l’épinette d’aider des peuplements entiers à supporter des périodes de sècheresse, tout en limitant le risque d’incendie. Les champignons du sol et les lichens pourraient aussi avoir une grande importance dans l’adaptation des écosystèmes.

### Importance des incendies
Une étude portant sur la recolonisation de sites au nord de l’Alaska a montré que le feu stimulait le recrutement de l'épinette noire, mais avec une faible diversité génétique. La faible croissance de l’espèce dans les zones froides et acides et une faible production de graines viables sont un temps compensé par la longévité des adultes, mais les feux doivent au moins être espacés de 350 ans pour que la population reste stable.
Les variations de la sévérité du brûlage du sol (liées au vent, à l’exposition, à l’humidité du sol, au drainage etc.) semblent déterminer différents modèles écopaysagers de régénération. Dans le cas d’une étude faite après des incendies d’intensités diverses dans le centre de l'Alaska, l’épinette noire a été l’espèce dont le semis étaient le plus affecté par les sols les plus dégradés par le feu, alors qu’au contraire le peuplier faux-tremble (Populus tremuloides Michx.) y produisait une biomasse aérienne (g/m2) qui était (7 à 8 ans après des feux) plus de 1000 fois plus élevée que sur les stations où le sol avait été le moins sévèrement brûlé. Là, une combustion faible du sol a favorisé les graminées et les arbustes à feuilles persistantes. Sur les sols les plus fortement brûlés, les feuilles du peuplier et le tapis de mousses acrocarpes pourraient accélérer la restauration de la litière et produire un lit de germination défavorable à une population monospécifique de conifères au profit de peuplements mélangés de conifères dominés par des feuillus.

### Adaptations, acclimatations et relations avec le milieu
L’épinette noire subsiste généralement dans les forêts boréales, caractérisées par de basses températures annuelles moyennes et de grands contrastes thermiques, marqués par les saisons. Elle est donc adaptée à un apport relativement peu élevé  en lumière dû à la courte saison de croissance et à une variation importante du climat. L’épinette s’établit normalement dans des sols mal drainés (donc très humides), où il y a peu d’activités biologiques qui sont effectuées en raison du climat froid. Les conifères contribuent au développement de ce sol, puisque leurs aiguilles au sol forment une litière acide et indigeste pour de nombreux décomposeurs (dû au rapport élevé en C/N de la litière et de sa haute concentration en tanins et polyphénols). La minéralisation s’effectue donc très lentement et c’est pourquoi, en général, il y a dans ces sols une couche épaisse de matière organique. L’épinette noire est donc une espèce dominante dans des domaines climatiques où les conditions sont arides, et s'implante particulièrement bien lorsque la compétition avec d’autres espèces est faible.
L’une des adaptations principales de l’épinette noire à ce milieu est sa régénération qui se fait grâce aux feux de forêts, et qui s’effectue de façon cyclique. Ces incendies sont très importants puisqu’ils permettent de régénérer la forêt dans lesquelles les conditions sont de plus en plus difficiles à mesure que cette dernière prend de l’âge. En effet, à mesure que les arbres recouvrent la surface aérienne (ce qui abaisse la température et la luminosité), l’humus au sol devient de plus en plus épais, la qualité du drainage diminue, le sol devient asphyxiant, et les nutriments sont de moins en moins disponibles pour les plantes, incluant pour l’épinette noire. Les feux permettent donc de dégrader l’humus, ce qui rend les nutriments accessibles, et favorise l’ouverture des cônes de l’épinette, ce qui permet la dispersion des graines.
Au niveau de sa reproduction, l’épinette a également des adaptations qui lui permettent d’être avantagée dans son milieu. C’est une des espèces dominantes du climax de la forêt boréale, c’est-à-dire l’une des espèces qui s’établit en toute fin de succession écologique. Elle produit des graines qui ont la capacité de tolérer l’exposition au soleil, à l’ombre et de résister au gel. Elle peut également se reproduire par multiplication végétative, soit par marcottage, ce qui facilite son établissement sur un humus peu favorable à la germination des graines. L’épinette a également un système racinaire qui n’est pas très profond, ce qui lui permet de croître sur la mince couche de sol qui lui est disponible pour sa croissance, comparativement à d’autres espèces qui ont des racines qui s’établissent profondément dans le sol. L’épinette noire est, au niveau physiologique et comme la plupart des conifères, un exemple d’espèce sempervirente. Ceci implique que cette dernière a développé, au lieu des feuilles,  des aiguilles qui sont un compromis à une faible disponibilité en nutriments, à un climat froid et à un faible apport en lumière. Les aiguilles requièrent un investissement énergétique annuel qui est moindre que celui exigé par la formation et la conservation de feuilles, puisqu’elles ont une durée de vie plus longue que ces dernières. Aussi, la photosynthèse peut commencer dès le moment où la température dépasse 4 °C. Ceci permet à l’épinette d’assimiler un maximum de lumière, un avantage dans un milieu où la saison estivale et d’ensoleillement est très courte. La capacité maximale de photosynthèse de l’épinette noire est ainsi réduite par rapport à d’autres végétaux, mais il s’agit d’un compromis lui permettant de l’effectuer efficacement et à partir de peu, dans des conditions où ces autres végétaux ne pourraient subsister. 

### Dépérissements
Comme dans tous les milieux extrêmes, des maladies ou plus souvent des défoliations touchent de vastes peuplements d’arbres. Certaines épinettes se couvrent de lichens après des défoliations et avant des dépérissements. Une colonisation inhabituellement importante de branches d’épinette noire dépérissantes par le lichen bryoria semble être un bon témoin (bioindicateur) du fait que cette partie de l’arbre a antérieurement (jusqu’à 30 ans avant, voire plus) été fortement défoliée par la tordeuse de l'épinette, mais le bryoria n’est pas responsable du dépérissement, il a simplement profité de la lumière et peut-être des excrétats de chenilles.

### Adaptation au réchauffement
C’est une question de plus en plus étudiée[évasif]. L’augmentation du CO2 et le réchauffement semble pouvoir doper la reproduction par graine et la croissance de l’épinette, sauf à l’extrême nord ou l’espèce est limitée par les vents et par la température estivale trop fraîche, ce qui peut laisser penser que l’enforestation des collines toundriques projetée par certains à la faveur des scénarios « 2 × CO2 » (doublement du taux de CO2 dans l’air) pourrait être plus lente que prévu au nord, où la reproduction par graine échoue généralement au profit du marcottage naturel qui ne permet qu'une très lente colonisation vers le nord.
L’augmentation de la température estivale (somme des degrés-jours) semble un paramètre déterminant. Les modifications des vents au moment de la pollinisation pourraient aussi avoir une certaine importance, de même que les incendies estivaux et l’augmentation de l’enneigement en hiver ou de la pluviométrie au printemps et en automne.

## Usages
Au Canada, son premier usage actuel est l'exploitation, souvent en coupe rase, pour la production de pâte à papier.
L'épinette a été longtemps utilisée pour la charpente (bois solide, disponible, droit, et léger).
L'huile essentielle d'épinette noire est produite par distillation des aiguilles récoltées. L'huile essentielle est principalement constituée des composés suivants acétate de bornyle, alpha-pinènes, camphène, béta-pinènes. Il faut environ 1 kg d'aiguilles pour obtenir 10 ml d'huile essentielle. Cette huile essentielle est principalement reconnue pour ses propriétés tonique, anti-infectieuse et anti-inflammatoire[réf. souhaitée].

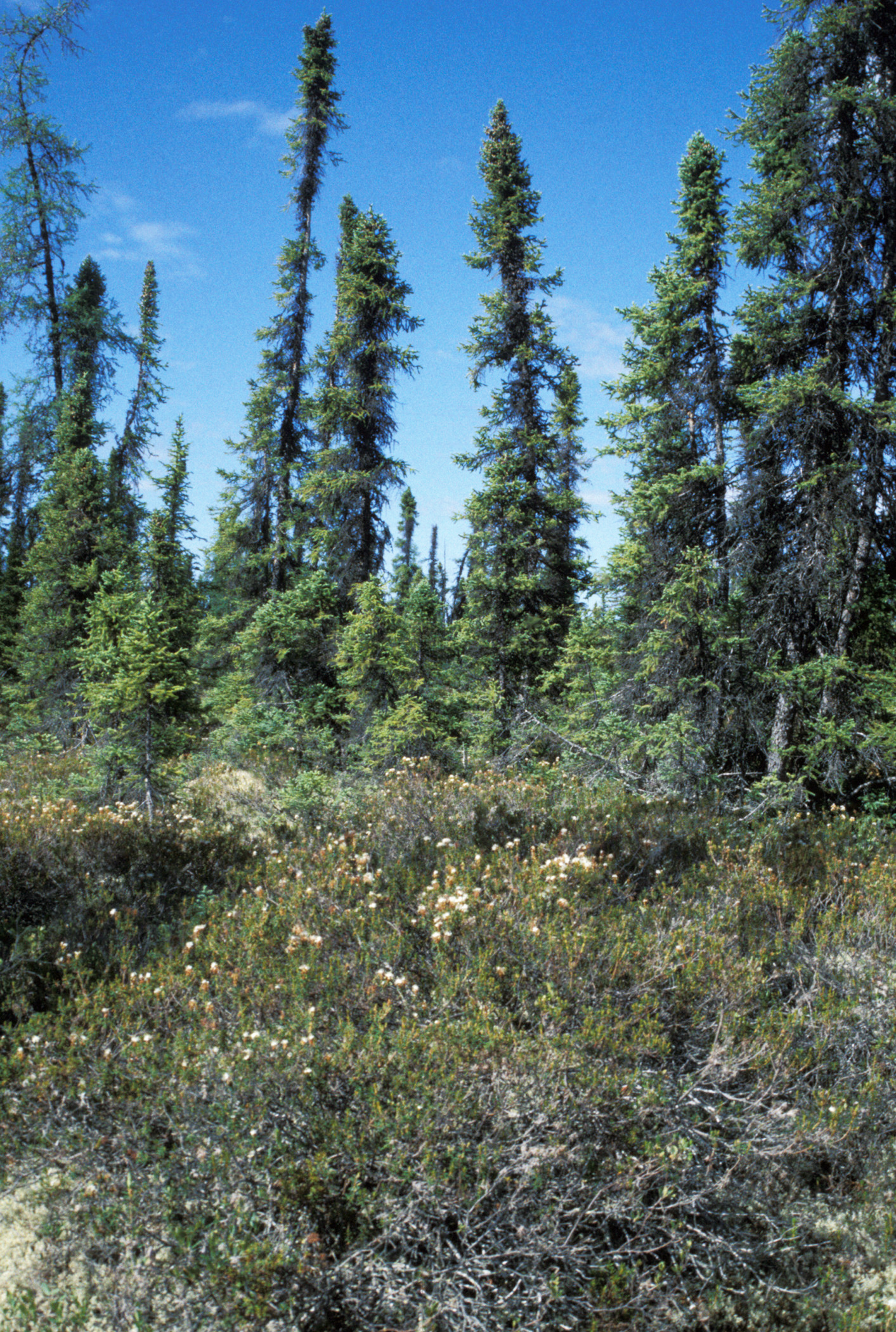
Picea mariana, Innoko NWR (Alaska)

On recueille aussi la gomme d'épinette dont on fait une liqueur douce rafraîchissante et effervescente appelée bière d'épinette, un breuvage-maison très usité en Nouvelle-France. Breuvage des peuples autochtones, bu avant même les débuts de la colonie.